# نهر تالي
نهر تالي بالإنجليزية (Tully River): هو نهر يقع ضمن منطقة كاسواري Cassowary شمال ساحل ولاية كوينزلاند، أستراليا، سُمي باسم المساح ويليام الكوك تالي William Alcock Tully، المساح العام لكوينزلاند من عام 1875 حتى 1889, الطريق السريع المُسمى بروس يقطع جنوب النهر، تقع شلالات تالي ووادي تالي علي النهر بالقرب من رافينشو Ravenshoe داخل حديقة تالي الوطنية، تم بناء محطة كارييا Kareeya الكهرومائية على النهر، عام 1960 بُني عليه سد Koombooloomba، مسحة النهر 1650 كم2.
مترجم من Tully River